# Rapid Upper Limb Assessment
Il metodo Rapid Upper Limb Assessment (RULA) è un sistema di valutazione del rischio associato alla movimentazione manuale dei carichi usato nel campo dell'ergonomia dell'ambiente di lavoro.

## Procedimento
Per svolgere tale metodo sono individuati anzitutto i compiti lavorativi oggetto dell'analisi, che è suddivisa in due parti:
- nella prima parte vengono presi in considerazione gli arti superiori, viene assegnato un punteggio a ciascuna delle deviazioni articolari citate in un'apposita tabella;
- nella seconda parte vengono esaminate le deviazioni articolari al collo e al tronco.

Il punteggio finale, variabile da 1 a 7, è la combinazione dei due punteggi ottenuti in precedenza, e consente di stabilire la necessità di migliorie all'ergonomia del compito lavorativo preso in esame.